# گوییک
کوییک، روستایی از توابع بخش مرکزی شهرستان نقده در استان آذربایجان غربی ایران است. جمعیت این روستا طبق سرشماری سال ۱۳۹۵ حدود ۴۷۰ نفر اعلام شد. این درحالیست که جمعیت گوییک در سال ۱۳۸۵ حدود ۵۵۰ نفر بوده‌است و شیبی نزولی دارد. 

## جمعیت
این روستا در دهستان سلدوز قرار دارد و براساس سرشماری مرکز آمار ایران در سال ۱۳۸۵، جمعیت آن ۵۵۰ نفر (۱۰۲ خانوار) بوده‌است.